# Germplasm
Terminem germplasm określa się zbiór materiału genetycznego organizmu. Materiał genetyczny roślin przechowuje się jako zbiór nasion. Największym projektem zajmującym się zachowaniem zbioru materiałów genetycznych jest International Treaty on Plant Genetic Resources for Food and Agriculture.
Nazwa pochodzi od angielskiego germ plasm.